# Paphiopedilum henryanum
Paphiopedilum henryanum är en orkidéart som beskrevs av Guido Jozef Braem. Paphiopedilum henryanum ingår i släktet Paphiopedilum och familjen orkidéer. Inga underarter finns listade i Catalogue of Life.

## Bildgalleri

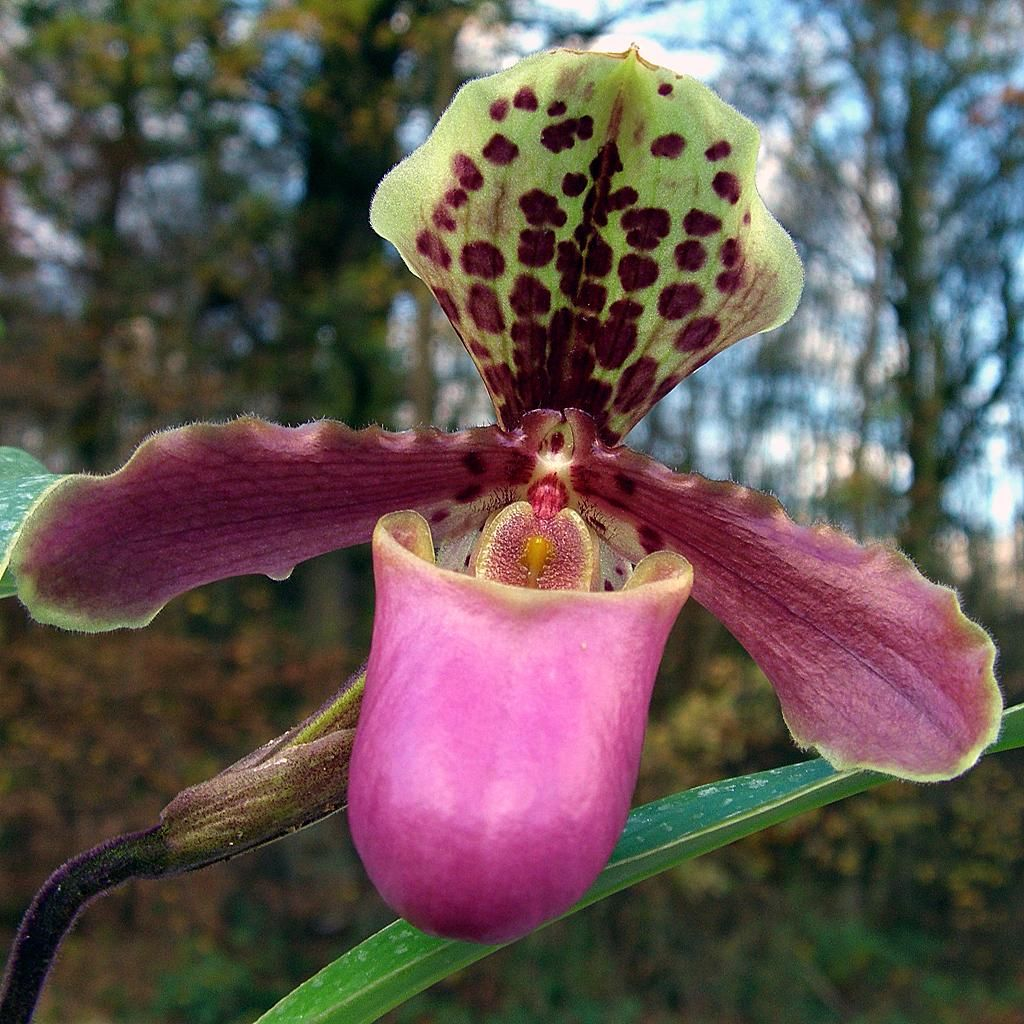